# 消化管間質腫瘍

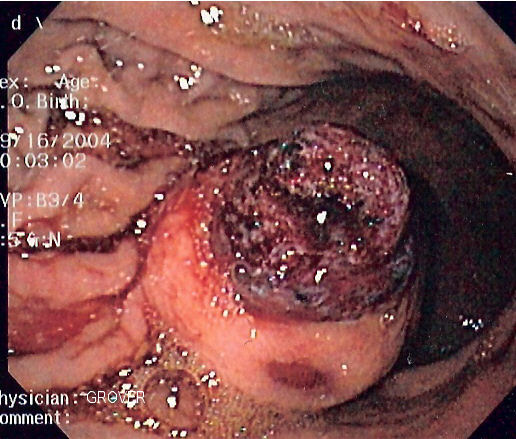
消化管間質腫瘍の内視鏡画像

消化管間質腫瘍（しょうかかんかんしつしゅよう、英: gastrointestinal stromal tumor、略称:GIST、ジスト）とは、消化管間葉系腫瘍の一つ。

## 起源
大まかに、筋原性腫瘍、神経性腫瘍、そしてGISTを含むそれ以外の腫瘍に分類される。「それ以外の腫瘍」の中で、受容体型チロシンキナーゼの一種であるKIT蛋白（別名：幹細胞因子受容体）を合成する遺伝子 c-kitに変異があって過剰発現しているもの、あるいはそのような腫瘍と区別できないもの（例えば、KIT蛋白の存在は証明できないが、平滑筋や神経鞘への分化も証明できず、かつCD34〈後述〉などの特異的抗原が認められるもの。ほとんどの症例は、同じ受容体型チロシンキナーゼファミリーに属する「血小板由来成長因子受容体αサブタイプ」を合成する遺伝子 PDGFRAに変異がある。）が、GISTと定義されている。
GISTの起源となる正常細胞としてはカハールの介在細胞 (interstitial cells of Cajal：ICC) が有力視されている。ICCは消化管運動のペースメーカー細胞として機能しており、細胞膜を貫通するKIT蛋白という表面抗原を有している。この蛋白はc-kit遺伝子によりコードされ、受容体型チロシンキナーゼとして機能し、先天的にKIT蛋白が欠如する個体はICCの欠損を来している。

## 部位
多くは胃に発生し、胃癌との鑑別を必要とする。食道ではほとんど認めない。
- 胃(60%)
- 小腸(30%)
- 大腸(10%)

## 検査
内視鏡
GISTの多くは正常粘膜に覆われ、粘膜下腫瘍 (submucosal tumor:SMT) 形態を呈する。通常の生検で採取できる組織は粘膜表層に限られるため、同部位を何回も生検するボーリング生検（boring biopsy／掘削生検とも）や、胃の病変などの場合には超音波内視鏡下穿刺吸引法 (EUS-FNA) が行われる。ただ、EUS-FNAには穿刺による腹腔内播種のリスクがあり、十分な注意のもとで行う。増大した腫瘍が潰瘍形成して消化管腔に露出した場合には、一般的な生検での評価も可能である。
　CT・MRI
腫瘍の形態を総合的に評価する。

## 病理
免疫染色を行ってKIT蛋白、およびCD34（血管内皮や幼弱な造血幹細胞と共通する表面抗原）の存在を確認することにより、平滑筋組織や末梢神経由来の腫瘍と鑑別する。なお、消化管筋層内にある正常細胞の中でCD34とKITの両方を発現している細胞は、ICCだけである。

## 治療
基本的に外科的切除が第一選択である。ただ、転移などがあって手術切除困難な場合には、抗がん剤治療（化学療法）が行われる。

### 手術加療
切除可能であれば手術切除施行される。基本的に病巣切除と、リンパ節転移は無く血行性転移を生じることが知られているため、リンパ節郭清は行われないことが多い。
腫瘍径や病理組織における核分裂像に応じて高リスクと判断された場合には術後にイマチニブの内服を3年間行う。

### 化学療法
切除困難症例に対し、または術後病理結果においての補助療法として、以下の抗がん剤治療が行われる。
イマチニブ：imatinib（グリベック Glivec）
ほぼ第一選択として用いられる。チロシンキナーゼ阻害剤で、KIT蛋白の阻害によりGISTの増殖が抑制される。
スニチニブ：sunitinib（スーテント Sutent）
イマチニブに抵抗性が見られた場合、同じくチロシンキナーゼ阻害剤の上記が使用される。
レゴラフェニブ：regorafenib（スチバーガ Stivarga）
イマチニブやスニチニブに耐性を示した場合などは、マルチキナーゼ阻害剤の上記が施行される。

## 予後
増殖形態や細胞分裂数、細胞異型などが他の種類のGIMTなら良性に相当する程度のものであっても、ときに遠隔転移を来すことから、臨床的には低悪性度の腫瘍として扱われる。まれに、明らかに肉腫としての形態を示すものもあり、これは高悪性度の腫瘍として振る舞う。